# 高码头乡
高码头乡是中国河南省濮阳市范县下辖的一个乡。

## 行政区划
高码头乡下辖：高码头村、袁庄村、前范庄村、王堂村、周堂村、范段楼村、陈堂村、薛堂村、孔河村、大丁庄村、三教堂村、寇庄村、乔洼村、大王庄村、大孙楼村、阳谷段村、高孟庄村、中范庄村、张吴庄村、候庄村、老范庄村、南张庄村、范张楼村、陈高庄村、赵楼村、北丁庄村、北张庄村、七里河村、宋楼村、陈丁庄村、杨楼村、东孙庄村、江庄村、牛楼村、范农官村、曹庄村、孙瓦屋村、丁河涯村、丁大寺村、后石楼村、前石楼村、后高湾村、前高湾村、黄范庄村、仲庄村、葛口村、分化台村、三合村、宋名口村、牛口村、冀庄村。